# Muhammad Ali Bogra

Muhammad Ali Bogra

Muhammad Ali Bogra, född 19 oktober 1909, död 23 januari 1963, var en pakistansk politiker.
Muhammad Ali Bogra blev 1946 finansminister i Bengalen och var 1947-49 ledamot av Pakistans konstituerade församling. 1948-49 var han ambassadör i Burma, 1949-52 High comissioner i Kanada och 1952-53 ambassadör i USA. Muhammad Ali Bogra blev därefter Pakistans premiärminister. Han tillhörde den moderata falangen av All India Muslim League, intog en kompromisslinje i konstitutionsfrågan och arbetade för samarbete med västmakterna. Sedan generalguvernören Malik Ghulam Muhammad 1954 upplöst den konstutuerade församlingen tvingades Muhammad Ali Bogra att ombilda regeringen utan medverkan från denna. 1955 lämnade han posten som premiärminister och lämnade samtidigt Muslim League, och blev på nytt ambassadör i USA.